# Lejb Czerniakower
Lejb Czerniakower (ur. ?, zm. 27 kwietnia 1943 w Warszawie) – polski działacz konspiracji żydowskiej w trakcie II wojny światowej, uczestnik powstania w getcie warszawskim.
W trakcie powstaniowa w getcie warszawskim w 1943, walczył w grupie Heńka Kawe w getcie centralnym. Zginął 27 kwietnia, kiedy Niemcy zalali wodą bunkier jego grupy na Lesznie 74. 
Pośmiertnie postanowieniem o odznaczeniu z dnia 19 kwietnia 1948 za zasługi położone w walce zbrojnej z okupantem hitlerowskim został odznaczony Krzyżem Srebrnym Orderu Virtuti Militari.